# Palmiry
Palmiry – falu Lengyelország középső részén, a Mazóviai vajdaságban, Varsótól nem messze. 1975 és 1998 között a Varsói Vajdasághoz tartozott, az 1999. évi közigazgatási reform óta szerepel ebben az igazgatási egységben.

## Története
A Kampinos nevű erdőség északkeleti részén fekszik. A falut a 19. században alapították Palmira néven, 1929-től nevezik Palmirynek. 1927 után vasútvonal kötötte össze Varsóval, de ez időközben megszűnt. A második világháború előtt lőszerraktárt létesítettek itt, amelynek fontos szerepe volt a lengyel hadsereg ellátásában 1939-ben.
1939 decembere és 1941 júliusa között tömegmészárlások helyszíne volt a falu és a közeli erdőség. A német AB-Aktion (Außerordentliche Befriedungsaktion) keretében – amelynek több tízezer áldozata volt Lengyelország szerte – több, mint 1700 lengyel és zsidó tudóst, politikust és sportolót, nőt és férfit végeztek ki itt abból a célból, hogy megsemmisítsék a lengyel nép és nemzet értelmiségi és vezető rétegét. A legtöbb áldozatot letartóztatása után megkínozták a varsói Pawiak börtönben, ezután került sor az ideszállításukra és a kivégzésükre. Később további kivégzések is lehettek, mert 1946-ban 2000 áldozatot exhumáltak, akik közül csak 400 személyt tudtak pontosan azonosítani.
A falutól öt kilométerre az erdőben található a temető és 1948 óta egy emlékhely, illetve múzeum. A katyńi, a palmiryi és a piaśnicai vérengzést együtt a lengyel társadalom és értelmiség mártíromságának nevezik.

## Fordítás
- Ez a szócikk részben vagy egészben a Palmiry című lengyel Wikipédia-szócikk ezen változatának fordításán alapul.  Az eredeti cikk szerkesztőit annak laptörténete sorolja fel. Ez a jelzés csupán a megfogalmazás eredetét és a szerzői jogokat jelzi, nem szolgál a cikkben szereplő információk forrásmegjelöléseként.
- Ez a szócikk részben vagy egészben a Palmiry című angol Wikipédia-szócikk ezen változatának fordításán alapul.  Az eredeti cikk szerkesztőit annak laptörténete sorolja fel. Ez a jelzés csupán a megfogalmazás eredetét és a szerzői jogokat jelzi, nem szolgál a cikkben szereplő információk forrásmegjelöléseként.